# Peter Benenson
Peter Benenson, ursprünglich Peter James Henry Solomon (* 31. Juli 1921 in London; † 25. Februar 2005 in Oxford), war ein britischer Anwalt, Politiker der Labour-Partei und Gründer der Menschenrechtsorganisation Amnesty International.

## Leben
Er wurde in London in einer jüdischen Familie geboren, als einziges Kind von Harold Solomon, einem Offizier der britischen Armee, und Flora Benenson, einer in Russland geborenen aktiven Zionistin. Sein Vater starb nach einem Reitunfall, als Peter Benenson neun Jahre alt war, worauf er Privatunterricht von W. H. Auden erhielt und nachher eine Ausbildung in Eton absolvierte. Als 16-Jähriger beteiligte er sich mit einigen Schulkameraden an der Errichtung eines Fonds zur Unterstützung von Kindern, die im spanischen Bürgerkrieg ihre Eltern verloren hatten. Nach dem Tode seines Großvaters, des russischen Goldmagnaten Grigori Benenson (1860–1939), nahm er den Geburtsnamen seiner Mutter an.
Er immatrikulierte sich am Balliol College in Oxford, musste jedoch wegen des Zweiten Weltkriegs seine Studienpläne aufschieben. Von 1941 bis 1945 arbeitete Benenson im Bletchley Park in der Abteilung Testery unter der Leitung von Major Ralph Tester, wo er in Zusammenarbeit mit Peter Hilton und Roy Jenkins die deutsche Lorenz-Schlüsselmaschine entzifferte.
1958 konvertierte Benenson zur katholischen Kirche und wurde später Mitglied der Friedensbewegung Pax Christi.
Benenson starb 2005 im John Radcliffe Hospital (Oxford) an einer Lungenentzündung.

## Wirkung
Benenson las 1960 von zwei portugiesischen Studenten, die in Lissabon festgenommen und zu sieben Jahren Gefängnis verurteilt worden waren, weil sie auf ihre Freiheit angestoßen hatten und die Diktatur kritisierten. Dies geschah während der Regierungszeit von António de Oliveira Salazar.
Am 28. Mai 1961 veröffentlichte Benenson in der britischen Zeitung The Observer einen Artikel über diesen und andere Fälle mit dem Titel „The Forgotten Prisoners“ („Die vergessenen Gefangenen“), in dem er die Leser dazu aufrief, sich durch Briefe an die jeweiligen Regierungen für die Freilassung dieser politischen Gefangenen einzusetzen. Benenson schrieb: „Sie können ihre Zeitung an jedem x-beliebigen Tag der Woche aufschlagen und Sie werden in ihr einen Bericht über jemanden finden, der irgendwo in der Welt gefangengenommen, gefoltert oder hingerichtet wird, weil seine Ansichten oder seine Religion seiner Regierung nicht gefallen.“
Benensons Artikel wurde von weiteren Zeitungen nachgedruckt, darunter Le Monde, der italienische Corriere della Sera und die International Herald Tribune. Diese Aktion, „Appeal for amnesty, 1961“ genannt, gilt als der Anfang von Amnesty International.